# Bukowsko
Bukowsko (in yiddish בוקאווסק Bikofsk) è un comune rurale polacco del distretto di Sanok, nel voivodato della Precarpazia.
Ricopre una superficie di 138,2 km² e nel 2004 contava 5 198 abitanti.

## Galleria d'immagini

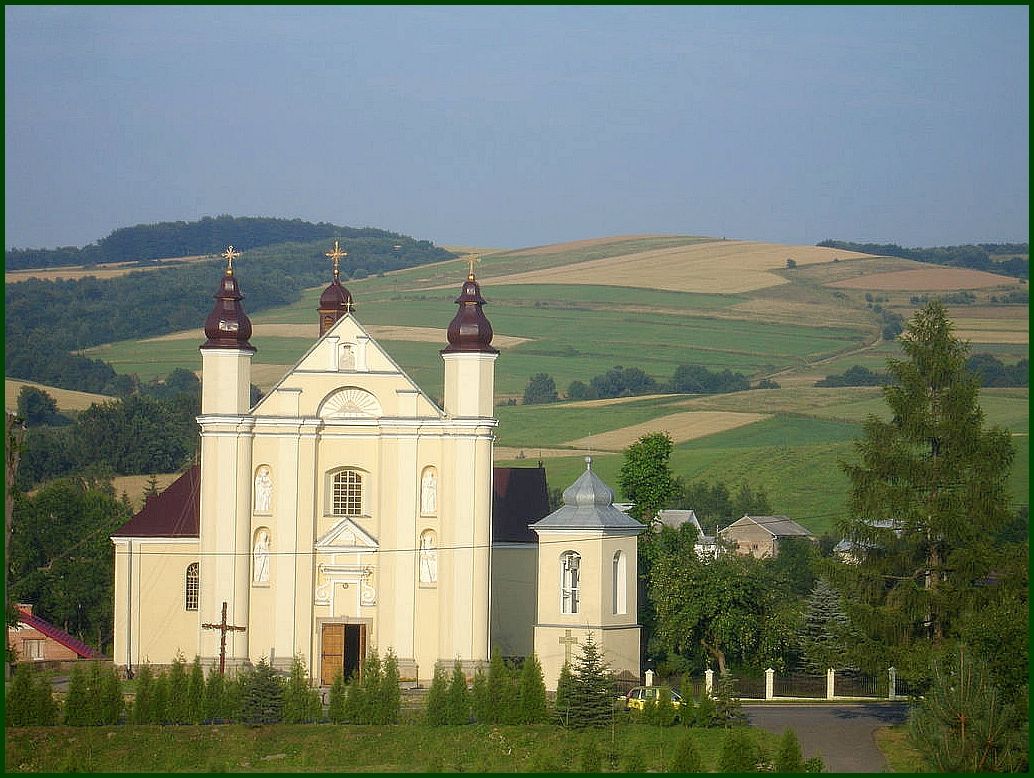
Chiesa di San Nicolao (Nowotaniec)
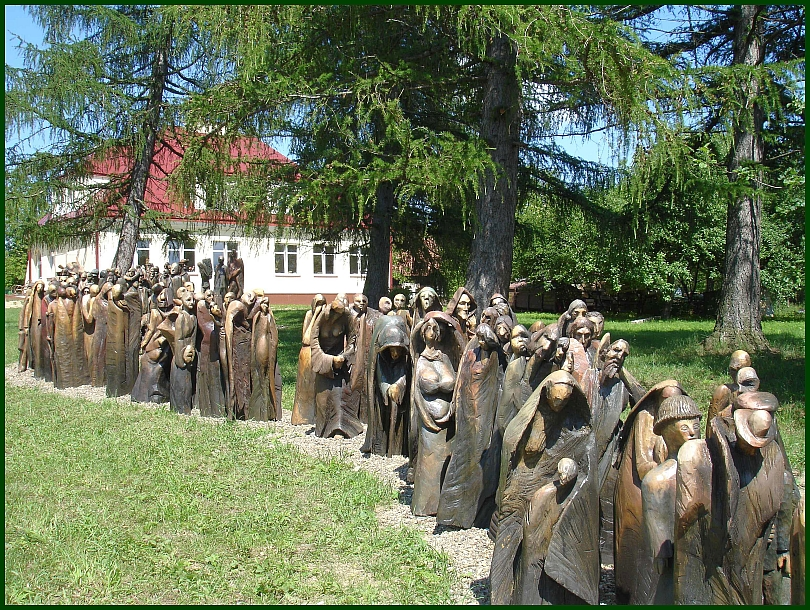
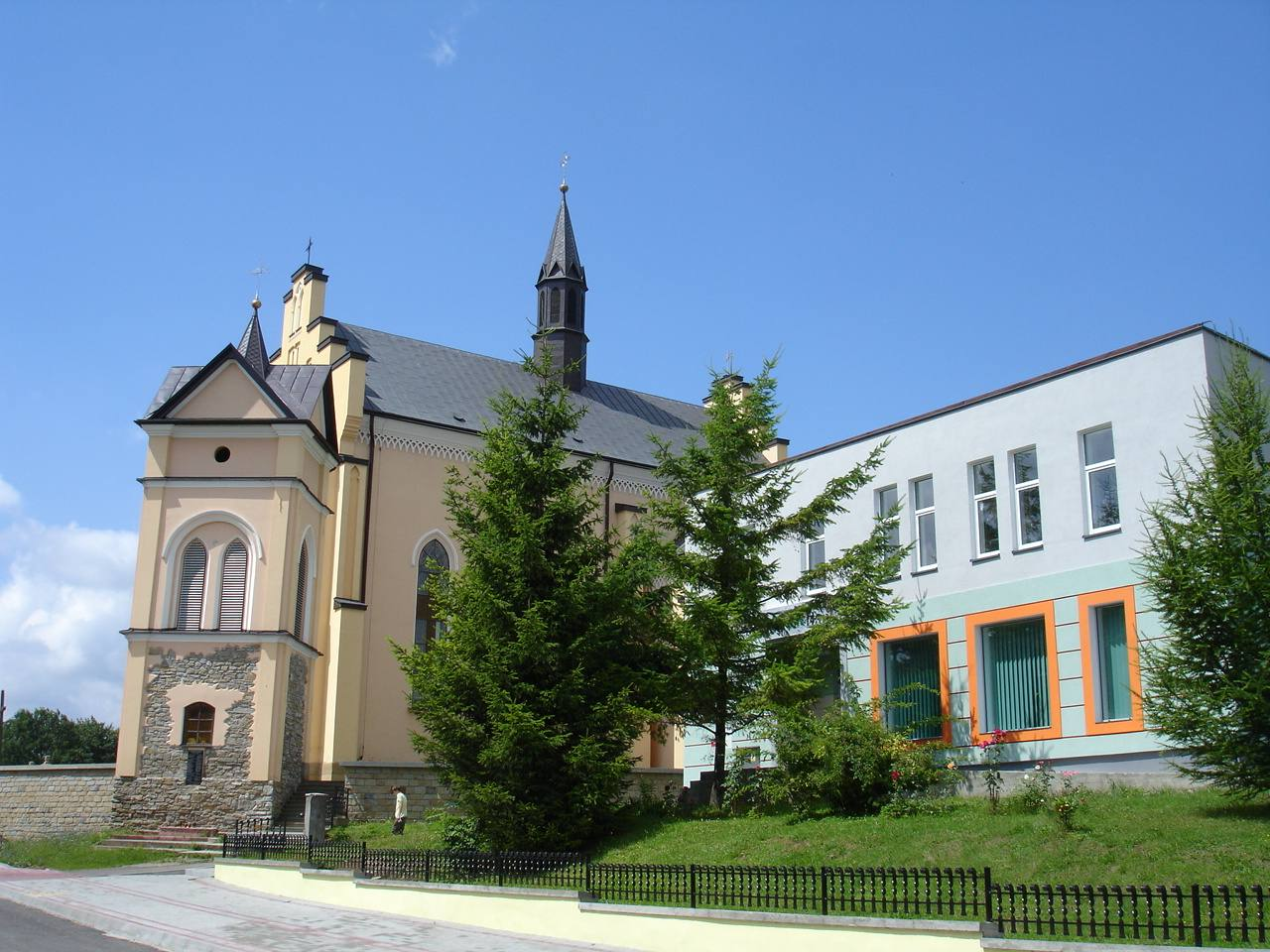
Chiesa di Santa Croce (Bukowsko)

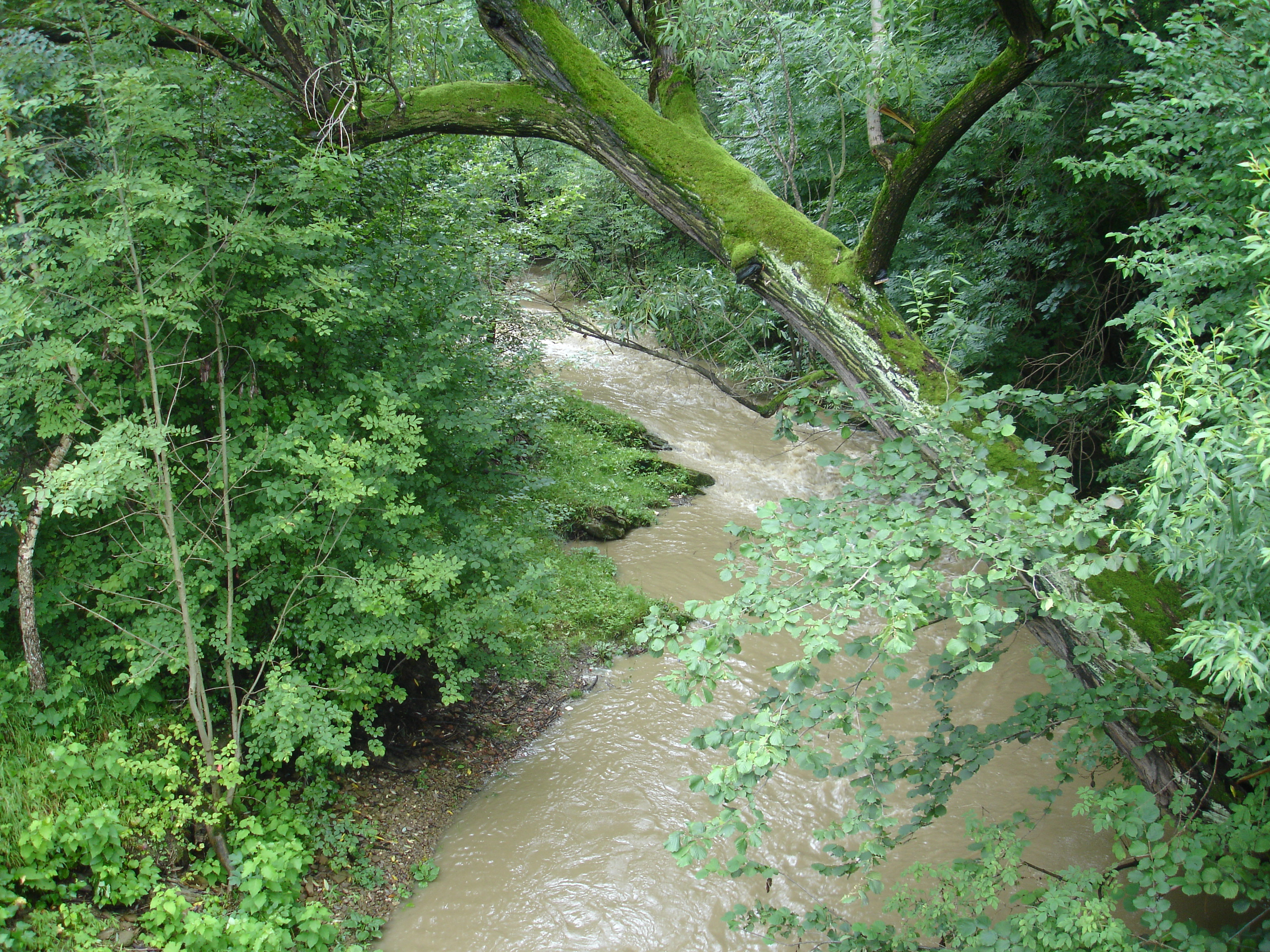
fiume Pielnica
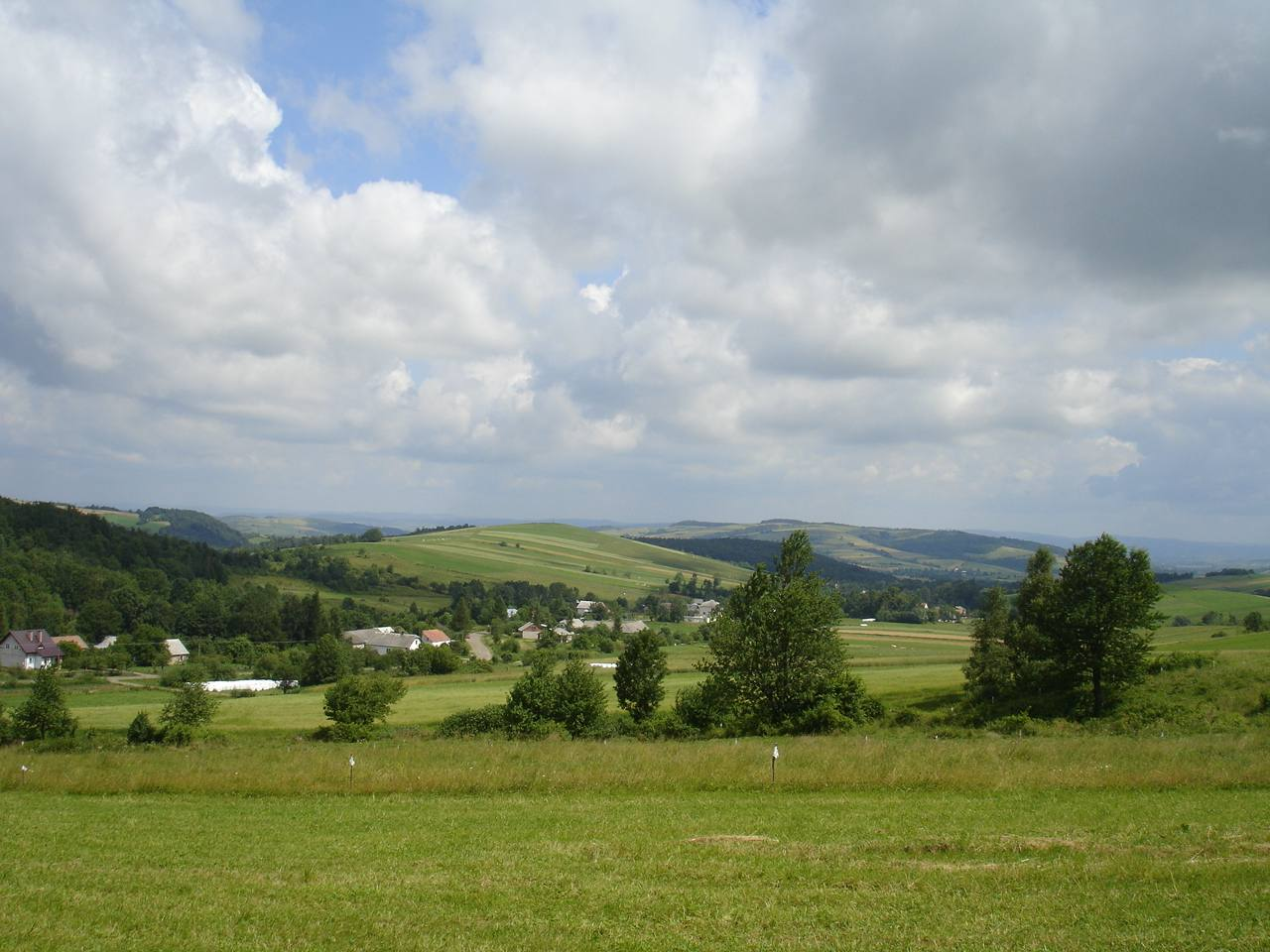
La frazione di Tokarnia
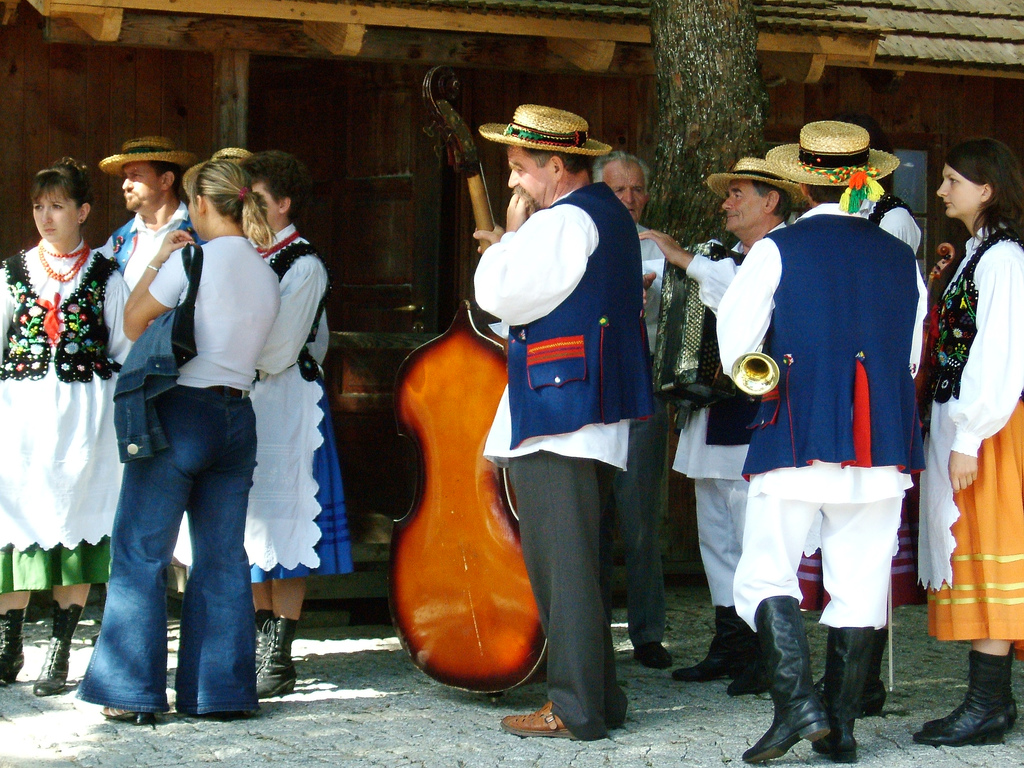
Pogórzanie - Gruppo folkloristico

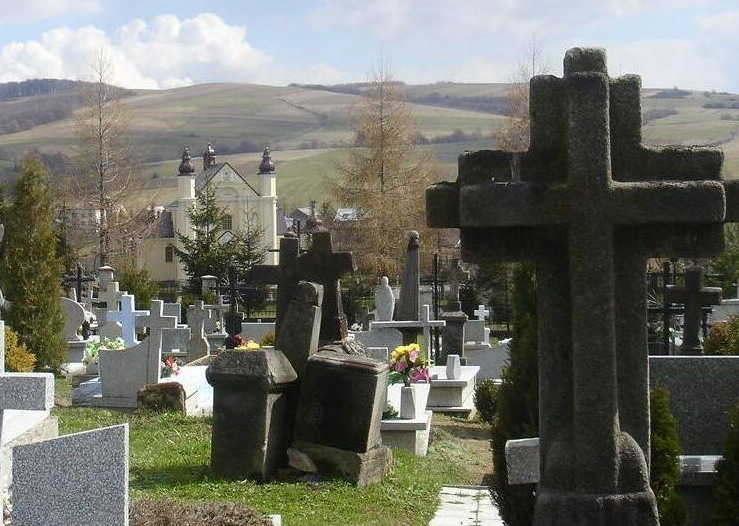
Cimitero cattolico (Nowotaniec)
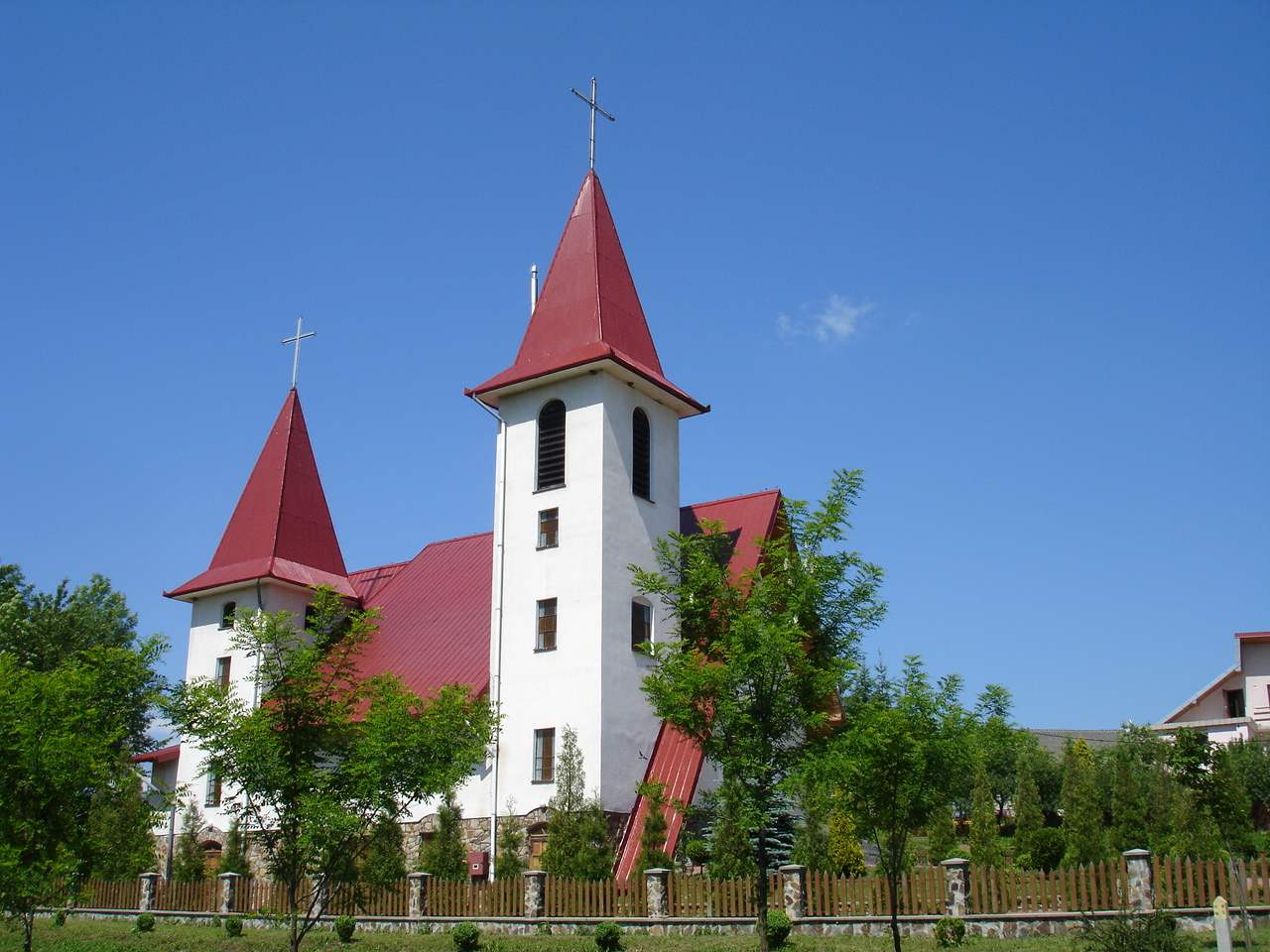
Chiesa di San Michele Arcangelo (Wola Sękowa)
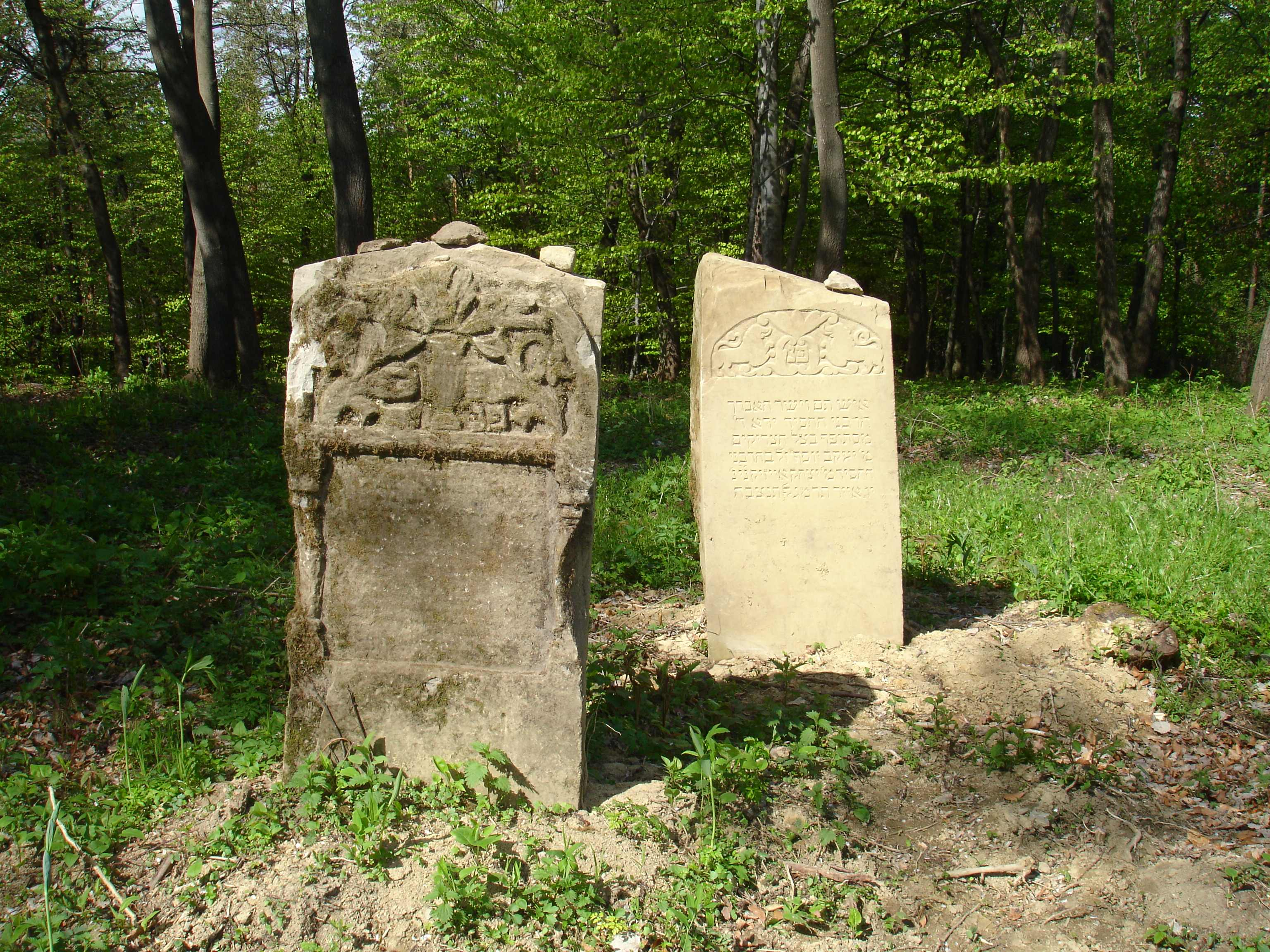
Cimitero ebraico